# 樽井徹
樽井 徹（たるい とおる、1961年 - ）は、元アマチュア野球選手。静岡県浜名郡細江町三和（現･浜松市浜名区細江町三和）出身。

## 経歴
- 1961年、静岡県浜名郡細江町三和（現・浜松市浜名区細江町三和）生まれ。
- 1980年、静岡県立浜松商業高等学校を卒業し法政大学を経て河合楽器。
- サウスポー投手として活躍。1978年の第50回選抜高等学校野球大会ではエースとして浜松商業高校を初優勝に導いた。
- 法政大学時代は貴重な左腕として公式戦に出場し、当時の「法政黄金時代」の一翼を担った。